# كريستير غوستافسون
كريستير غوستافسون (بالسويدية: Christer Gustafsson)‏ (31 ديسمبر 1987 بستوكهولم في السويد - ) هو لاعب كرة قدم سويدي في مركز الوسط. لعب مع نادي هاماربي لكرة القدم.

## وصلات خارجية
- كريستير غوستافسون على موقع اتحاد السويد (السويدية)
- كريستير غوستافسون على موقع قاعدة بيانات كرة القدم.إي يو (الإنجليزية)
- كريستير غوستافسون على موقع Soccerway.com (الإنجليزية)